# Nocca glandulosa
Nocca glandulosa là một loài thực vật có hoa trong họ Cúc. Loài này được (Fernald) B.L.Rob. mô tả khoa học đầu tiên năm 1901.